# Уильямсон, Никол
Томас Никол Уильямсон (англ. Thomas Nicol Williamson; 14 сентября 1936 — 16 декабря 2011) — британский актёр.

## Биография
Родился в 1936 году (позднее он утверждал, что в 1938-м) в Гамильтоне, Южный Ланаркшир. Сын владельца фабрики. Его семья позднее переехала на юг Англии, а Уильямсон получил образование в Центральной гимназии для мальчиков в Бирмингеме. Он окончил школу в 16 лет, чтобы начать работать на фабрике своего отца, а затем поступил в Бирмингемскую школу речи и драмы. Став известным, актёр вспоминал то время  как «катастрофу».
После   службы в качестве наводчика в Воздушно-десантной дивизии  Уильямсон вернулся к гражданской жизни и дебютировал в репертуарным театром Данди в 1960 году, а в следующем году появился в Театре искусств в Кембридже. В 1962 году он дебютировал в Лондоне в роли Фрэнсиса Дудки в
постановке «Сон в летнюю ночь» Тони Ричардсона в театре Royal Court.  Первый большой успех пришёл к актёру в 1964 году за роль в пьесе Джона Осборна «Недопустимая улика», за которую он получил награду «Тони». В 1968 году актёр впервые снялся в телевизионной версии этой пьесы. Его роль Гамлета в постановке Тони Ричардсона в «Круглом доме» стала настоящей  сенсацией, позже пьесу ставили в Нью-Йорке (США). В 1969 году Ричардсоном по ней был снят фильм «Гамлет», где Никол сыграл главную роль.

## Личная жизнь
В 1971 году Никол Уильямсон женился на актрисе Джил Таунсенд (род. 1945), которая играла роль его дочери в бродвейской постановке «Недопустимая улика». В 1977 году они развелись. В браке у них родился сын Люк.
Несмотря на обеспокоенность по поводу своего здоровья в 1970-х годах, Уильямсон признался, что он сильно пьёт и утверждал, что выкуривает 80 сигарет в день. В эпизоде «Шоу Дэвида Фроста» в 1960-х годах во время дискуссии о смерти, в которой также участвовал поэт Джон Бетчеман, Уильямсон сказал, что он очень боится умереть, говоря, что он «постоянно думает о смерти в течение дня» и  что «не думает, что после этого есть что-то, кроме полного забвения».

## Смерть
25 января 2012 года Люк Уильямсон объявил на официальном веб-сайте своего отца, что Никол Уильямсон умер 16 декабря 2011 года в возрасте 75 лет после двухлетней борьбы с раком пищевода. Эта новость была выпущена позднее, так как актёру не хотелось, чтобы его смерть вызвала какую-то суету. По словам Люка, отец умер мирно.

## Избранная фильмография
- 1962 — Nil Carborundum — Aльберт Mикин
- 1968 — Пушка Бофора — O’Рурк
- 1968 — Недопустимая улика — Билл Майтлэнд
- 1969 — Расплата — Майкл Марлер
- 1969 — Смех в темноте — сэр Эдвард Мор
- 1969 — Гамлет — Гамлет
- 1972 — Иерусалимский файл — профессор Ланг
- 1976 — Робин и Мэриан — Маленький Джон
- 1976 — Критическое решение — Шерлок Холмс
- 1977 — До свидания, дорогая — Оливер Фрай, голливудский продюсер и режиссёр
- 1978 — Коломбо (эпизод «Как совершить убийство») — доктор Эрик Мейсон
- 1981 — Экскалибур — Мерлин
- 1981 — Змеиный яд — командующий Уильям Буллоч
- 1983 — Макбет — Макбет
- 1984 — Сахаров — Маляров
- 1985 — Возвращение в страну Оз — король Номов
- 1987 — Чёрная вдова — Уильям МакРори
- 1990 — Изгоняющий дьявола 3 — отец Пол Морнинг
- 1993 — Час свиньи — сеньор Жан д’Ауферр
- 1996 — Ветер в ивах — мистер Барсук
- 1997 — Спаун — Коглиостро

## Награды и номинации

### БАФТА
| Год  | Номинируемая работа                 | Категория           | Результат |
| ---- | ----------------------------------- | ------------------- | --------- |
| 1969 | Пушки Бофора                        | Лучшая мужская роль | Номинация |
| 1970 | Недопустимая улика                  | Лучшая мужская роль | Номинация |
| 1973 | Гангстерское шоу: Карьера Артуро Уи | Лучший актёр ТВ     | Номинация |

### Драма Деск
| Год  | Номинируемая работа | Категория                        | Результат |
| ---- | ------------------- | -------------------------------- | --------- |
| 1969 | Гамлет              | Лучший главный актёр в спектакле | Победа    |
| 1974 | Дядя Ваня           | Лучший главный актёр в спектакле | Победа    |
| 1976 | Рекс                | Лучший актёр в мюзикле           | Номинация |

### Сатурн
| Год  | Номинируемая работа | Категория                  | Результат |
| ---- | ------------------- | -------------------------- | --------- |
| 1982 | Экскалибур          | Лучший актёр второго плана | Номинация |

### Тони[5]
| Год  | Номинируемая работа | Категория                   | Результат |
| ---- | ------------------- | --------------------------- | --------- |
| 1966 | Недопустимая улика  | Лучшая мужская роль в пьесе | Номинация |
| 1974 | Дядя Ваня           | Лучшая мужская роль в пьесе | Номинация |

### Кинофестиваль в Сан-Себастьяне
| Год  | Номинируемая работа | Категория           | Результат |
| ---- | ------------------- | ------------------- | --------- |
| 1969 | Смех в темноте      | Лучшая мужская роль | Победа    |